# 前橋カトリック教会

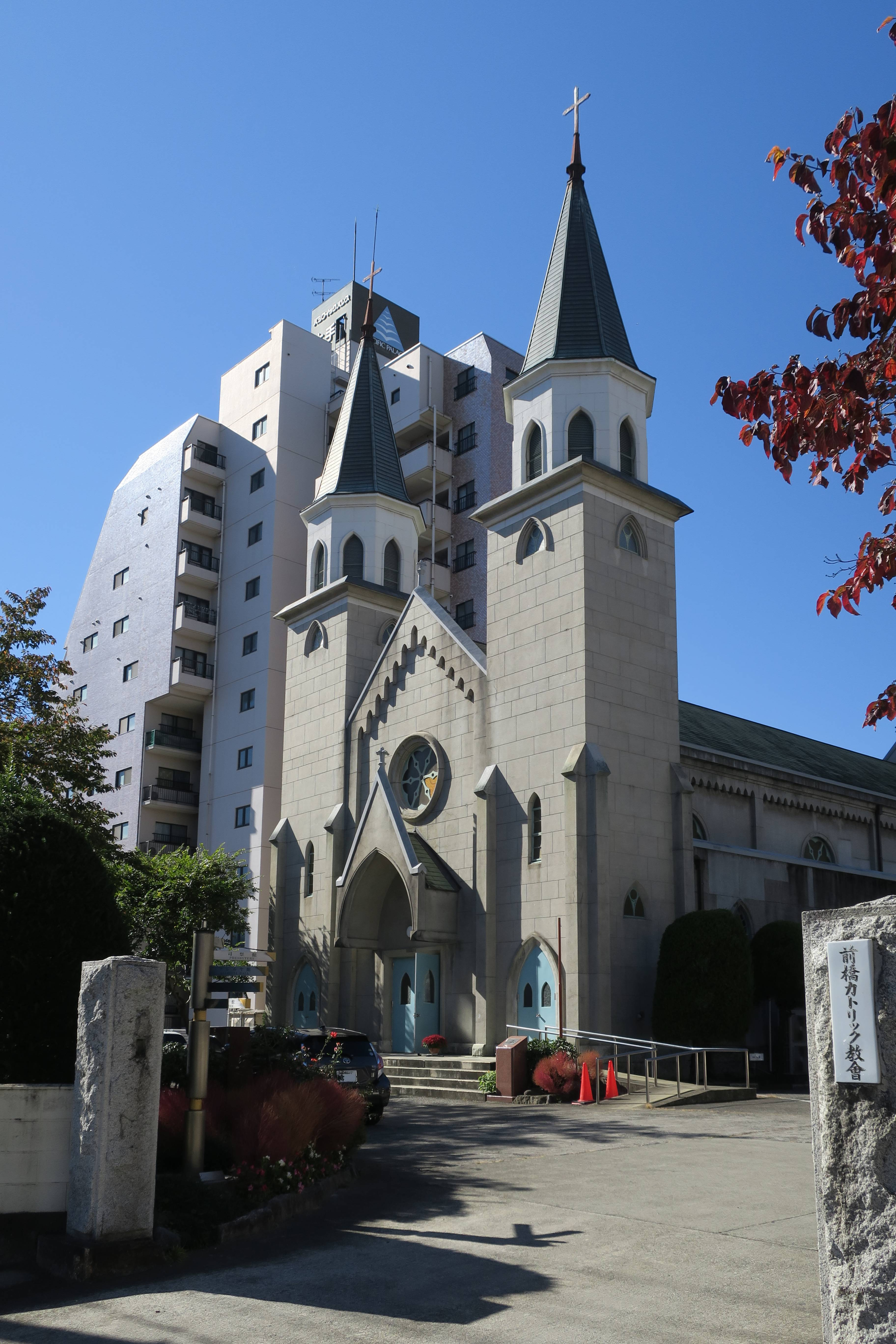
前橋カトリック教会聖堂

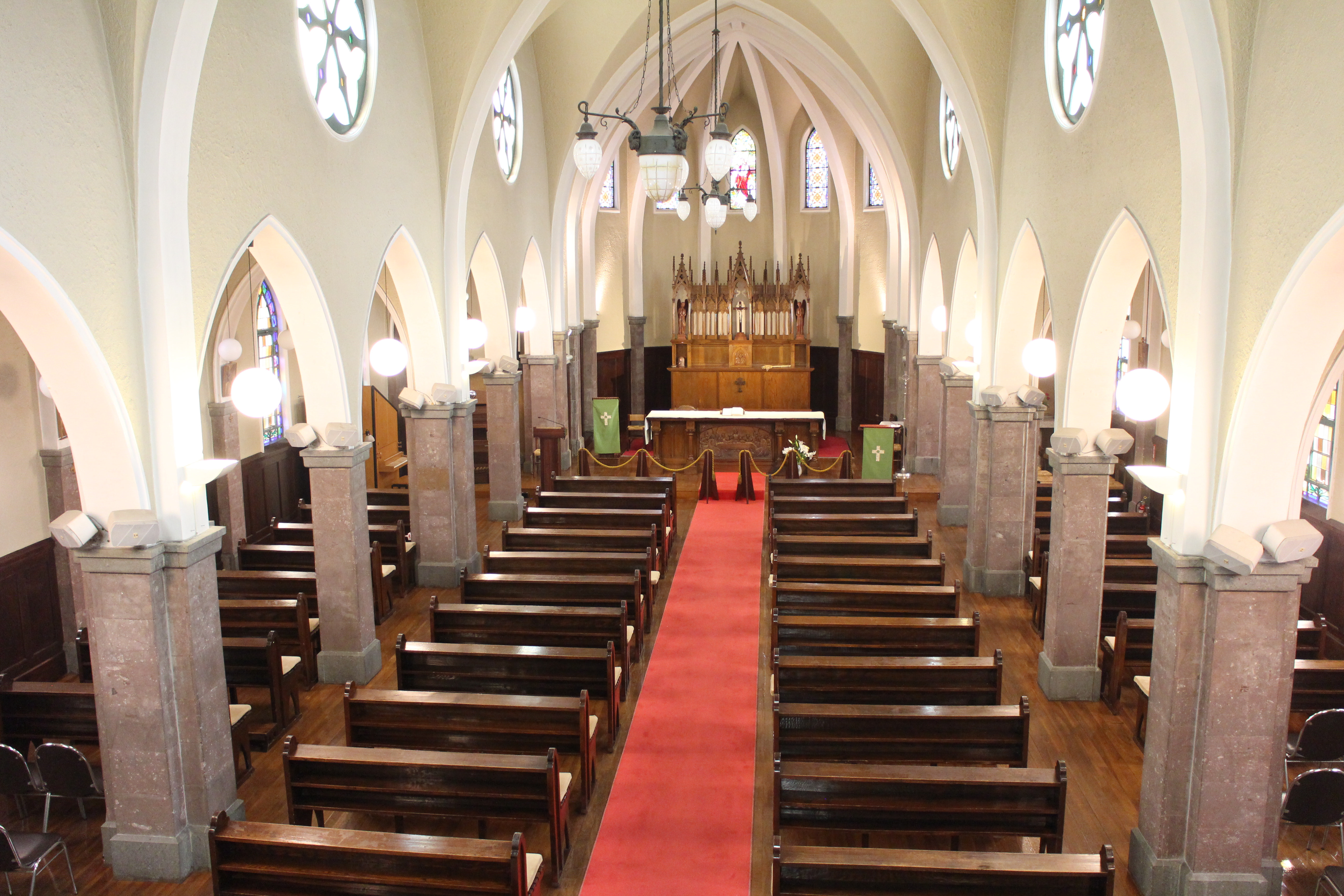
聖堂内部

前橋カトリック教会（まえばしカトリックきょうかい、またはカトリック前橋教会）は、群馬県前橋市大手町にあるカトリック教会である。聖堂は国登録有形文化財となっている。

## 概要
現存する大聖堂は1932年（昭和7年）11月3日に初の日本人司祭である内野作蔵によって建設された。当時の貨幣価値で総工費は7万円、現代の貨幣価値に換算すると2億円以上で建設された。
1945年（昭和20年）8月5日の前橋空襲で南側の尖塔を破損した。
お告げの鐘は高崎の井上工業が施工、同社浅利滝雄が設計管理。ステンドグラスはフランスから取り寄せたといわれている。2001年（平成13年）11月20日に登録有形文化財に「前橋カトリック教会聖堂」として登録されている。

## 沿革
1905年（明治38）年に巡回司祭であったイポリット・ルイ・カディヤック（Hippolyte Louis Cadilhac）神父により「天主公教会」の名称で発足する。
1913年（大正2）年、ルシアン・ドルワール・ド・レゼー（Lucien Drouart de Lézey)神父の時代に聖堂を建設。第一次世界大戦のため、1914年から1923年まで司祭が不在になったあと、初の日本人司祭である内野作蔵が着任する。内野の設計と金策により、1932年（昭和7年）11月3日に現在の建物が完成した。神父が常任するのは1941年（昭和16年）以降である。